# Sarah Hyland
Sarah Jane Hyland, född 24 november 1990 i New York, är en amerikansk skådespelare och sångerska. Hyland är bland annat känd för sin roll som Claire och Phil Dunphy's dotter, Haley Dunphy i komediserien Modern Family.
Hennes senaste release var Know U Anymore med Bo Talks.
År 2019 förlovade sig Hyland med Wells Adams.

## Filmografi

### Filmer
- 1997 – A Tall Winter's Tale (kortfilm)
- 1997 – Private Parts - Howard Sterns liv och underliv
- 1998 – Mannen i mitt liv
- 1999 – Advice from a Caterpillar
- 1999 – Cradle Will Rock
- 1999 – Annie (TV-film)
- 2000 – Joe Goulds hemlighet
- 2000 – The Adrey Hepburn Story
- 2002 – The Empath
- 2004 – Spanglish
- 2007 – Blind Date (röst)
- 2010 – I Owe My Life to Corbin Bleu (kortfilm)
- 2010 – Monster Heroes
- 2011 – Geek Charming
- 2011 – Cougars, Inc.
- 2011 – Conception
- 2012 – Struck by Lightning
- 2013 – Scary Movie 5
- 2013 – April Apocalypse
- 2014 – Vampire Academy
- 2014 – Date and Switch
- 2014 – See You in Valhalla
- 2016 – XOXO

### TV-serier
- 1997-1998 - Another World (2 avsnitt)
- 1998 - Trinity (1 avsnitt)
- 2000 - All My Children (2 avsnitt)
- 2000 - Falcone (? avsnitt)
- 2001 - As the World Turns (? avsnitt)
- 2002 - Touched by an Angel (1 avsnitt)
- 2004 - I lagens namn (1 avsnitt)
- 2005 - Law & ORder: Trial by Jury (1 avsnitt)
- 2007 - One Life to Live (7 avsnitt)
- 2008 - Childrens' Hospital (1 avsnitt)
- 2008-2009 - Lipstick Jungle (15 avsnitt)
- 2001 och 2009 - Law & Order: Special Victims Unit (2 avsnitt)
- 2009-2020- - Modern Family (115 avsnitt)
- 2010 - Cubed (1 avsnitt)